# Pasquale Bruscolini
Pasquale Bruscolini (Pesaro, 5 gennaio 1718 – Pesaro, 10 agosto 1782) è stato un sopranista italiano.

## Biografia
Pasquale Antonio Bruscolini, detto Pasqualino, figlio di Terenzio e di Chiara sua consorte, nasce mercoledì 5 gennaio 1718 alle ore 10 a Pesaro, ed ivi muore il 10 agosto 1782 alle ore 17.

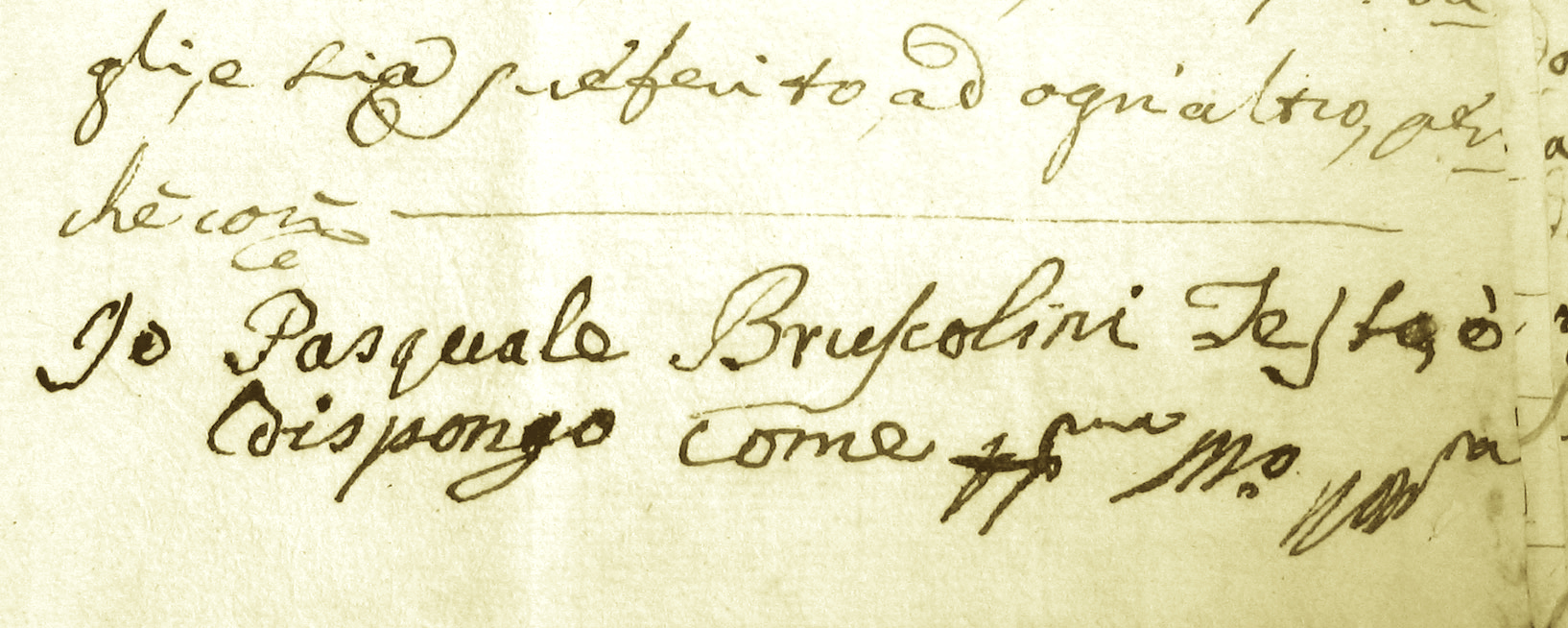
Testamento di Pasquale Bruscolini

Virtuoso di Musica e contralto peritissimo, è forse il Giovine...Scolaro del Bellinzani cui vengono assegnati nel 1724 ben 15 scudi ducali annui dal duomo di Pesaro. Dieci anni dopo lo troviamo a Fano, dove gli vien data una soma di grano per una sol' volta visto che continuamente canta in Organo. Supponendo abbia seguito il musicista padano sia nel periodo successivo a quello pesarese (1728-30) che in quello urbinate (1730-34), allora avrebbe veramente avuto modo di perfezionarsi nella Virtù del Canto in quanto allievo del Maestro per un intero decennio. Agli inizi del 1734 il Capitolo di Pesaro gli concede per un anno... Il posto di musico di Capella, con l'appannaggio di 12 scudi di massa ducali. Forse prima di recarsi in Germania è al servizio del re di Polonia, mentre nel 1743 è a Berlino, dove rimane per dieci anni cantore di corte e del gran teatro dell'opera. Si reca quindi a Dresda al servizio dell'Elettore di Sassonia la cui cappella è diretta dal M° Hasse, che lo vuole protagonista in molte sue opere italiane, tra cui L'Artemisia, con cui debutta nel 1753, L'Olimpiade, che interpreta nel 1756 e Siroe, rappresentata a Dresda il 3 agosto 1763, opera che conclude la sua lunga carriera all'estero. Ormai la fama da lui conquistata è tale che, benché anziano, viene chiamato nelle città vicine per grandi cerimonie e solennità. Infatti, tornato in patria l'anno seguente, è invitato a Senigallia .. per la Gran musica eseguita nella chiesa di S. Filippo nel maggio del 1765. Tre anni più tardi, mancando un artista, viene eletto dal Capitolo di Pesaro p[er] la mansionaria vacante,...con l'obligo di cantare in Organo, in Cantoria, e nella settimana santa,...di andare cantare ò da se medesimo, o sostituendo altro sogetto capace ne Monasterij di Monache.
Passato a pieni voti, ottiene i trenta scudi romani annui richiesti, incominciando dal p[ri]mo 7mbre dell'anno corrente. In agosto firma li Capitoli della locazione della Possessione di Valmanente (San Nicola, frazione di Pesaro), di proprietà del duomo. Di questi capitoli assai particolare è il numero otto: seccandosi qualche frasca debba darsi parte pria al sig.r Can[oni]co Cam[er]l[en]go, e dovrà l'Affittuario sostituire un'altra in sua vece, prendendo p[er] se la secca. Riconfermato a pieni voti nel 1769, continuerà ad esserlo fino al maggio del 1782. Nel periodo in cui esercita lo troviamo affiancato da diversi coadiutori, tra cui il signor Galuzzi, don Tini di san Marino, i suddiaconi Paolucci e Cermatori ed il chierico Nascimbeni. In base agli Stati delle Anime, abita dal 1777 in casa Mancini, nella strada delle Calligarie n° 63, restandovi fino alla morte e, per sua disposizione testamentaria, viene sepolto nella Chiesa dè Servi.
Davide Marsano, Paolo Benedetto Bellinzani, versetti per organo, manoscritto dell'archivio capitolare del duomo di Pesaro. Bologna, Forni, 1997 p. XIV